# József Gerlach
József Gerlach (* 28. Oktober 1938 in Budapest; † 18. August 2021 in Ontario, Kalifornien, Vereinigte Staaten) war ein ungarischer Wasserspringer.

## Leben
József Gerlach belegte bei den Olympischen Sommerspielen 1956 den achten Platz im Kunstspringen und den vierten Platz im Turmspringen. Nach den Spielen kehrte er nicht nach Ungarn zurück, sondern emigrierte in die Vereinigten Staaten. Dort wurde er Stunt-Wasserspringer, womit er in den 1970er Jahren als Vorakt von Evel Knievel sowie auf dem Las Vegas Strip auftrat. Später war er als Trainer im Wasserspringen tätig. Für seinen Sohn Bradley, der Surfer war, agierte Gerlach als Manager, Trainer und Agent. Gerlach entwickelte das Carveboard.
Gerlach hat an der University of Michigan studiert. Seine Nichte Ágnes Gerlach war ebenfalls Wasserspringerin, die an den Olympischen Sommerspielen 1988 und 1992 teilnahm.